# Reno-Tahoe Open
Le Reno-Tahoe Open est un tournoi de golf professionnel du PGA Tour qui se tient au nord-ouest du Nevada. Fondé en 1999, il se joue chaque année en août sur le parcours du Montrêux Golf & Country Club situé entre Reno (Nevada) et le lac Tahoe.
Depuis 2012, le tournoi utilise le Stableford comme méthode de décompte des points.

## Palmarès
| Année                   | Vainqueur               |
| ----------------------- | ----------------------- |
| Reno-Tahoe Open         |                         |
| 1999                    | Notah Begay III         |
| 2000                    | Scott Verplank          |
| 2001                    | John Cook               |
| 2002                    | Chris Riley             |
| 2003                    | Kirk Triplett           |
| 2004                    | Vaughn Taylor           |
| 2005                    | Vaughn Taylor           |
| 2006                    | Will MacKenzie          |
| 2007                    | Steve Flesch            |
| Legends Reno-Tahoe Open |                         |
| 2008                    | Parker McLachlin        |
| 2009                    | John Rollins            |
| Reno-Tahoe Open         |                         |
| 2010                    | Matt Bettencourt        |
| 2011                    | Scott Piercy            |
| 2012                    | Ronald "J.J." Henry III |
| 2013                    | Gary Woodland           |
| Barracuda Championship  |                         |
| 2014                    | Geoff Ogilvy            |
| 2015                    | J.J. Henry              |
| 2016                    | Greg Chalmers           |
| 2017                    | Chris Stroud            |
| 2018                    | Andrew Putnam           |
| 2019                    | Collin Morikawa         |
| 2020                    | Richy Werenski          |
| 2021                    | Erik van Rooyen         |
| 2022                    | Chez Reavie             |
| 2023                    | Akshay Bhatia           |
| 2024                    | Nick Dunlap             |